# Jean Marie Sylla
Jean Marie Sylla (Conakry, 22 aprile 1983 – 26 luglio 2025) è stato un calciatore guineano, di ruolo centrocampista.

## Carriera

### Club
Giocò nella massima serie greca.